# Iconaster
Genre
Iconaster est un genre d'étoiles de mer qui appartient à la famille des Goniasteridae. On trouve ces étoiles dans le Pacifique ouest, principalement des Philippines à la Nouvelle-Calédonie.

## Liste d'espèces
Selon World Register of Marine Species (10 janvier 2015) :
- Iconaster elegans Jangoux, 1981 -- Philippines
- Iconaster longimanus (Möbius, 1859) -- Indo-Pacifique central, de l'Australie aux Philippines
- Iconaster uchelbeluuensis Mah, 2005 -- De la Nouvelle-Calédonie aux Philippines
- Iconaster vanuatuensis Mah, 2005 -- Vanuatu

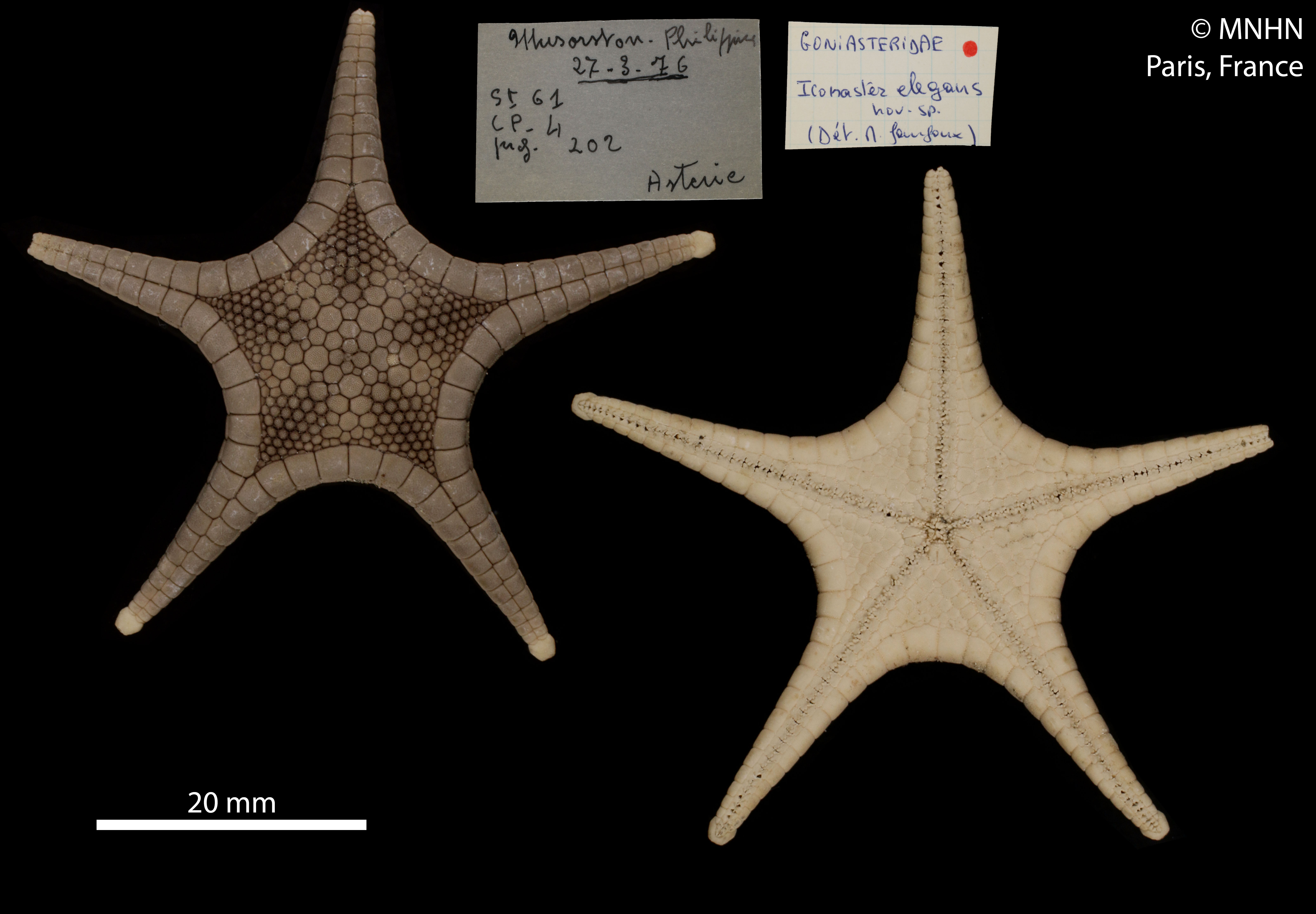
Iconaster elegans (séchée, MNHN).
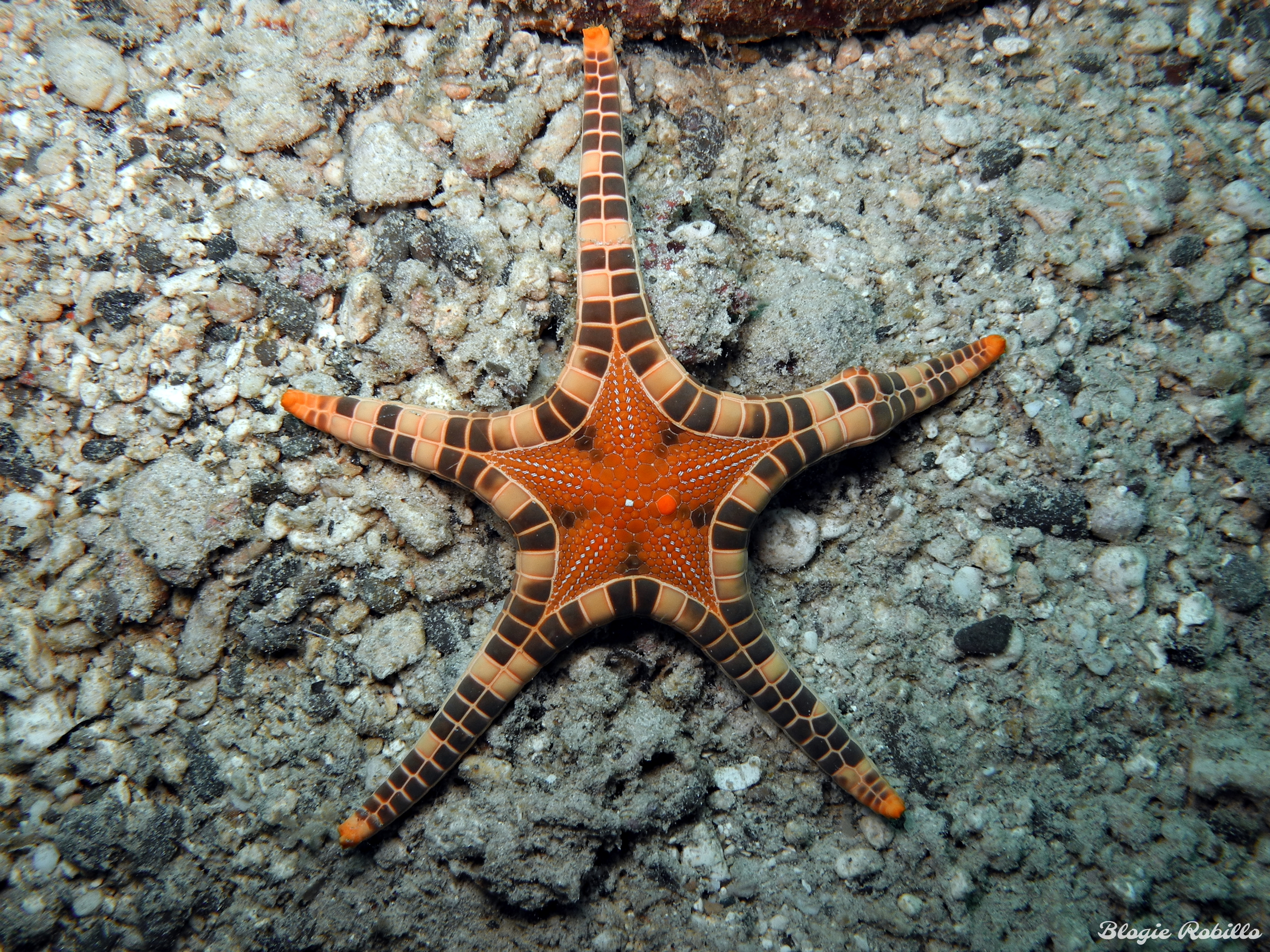
Iconaster longimanus.
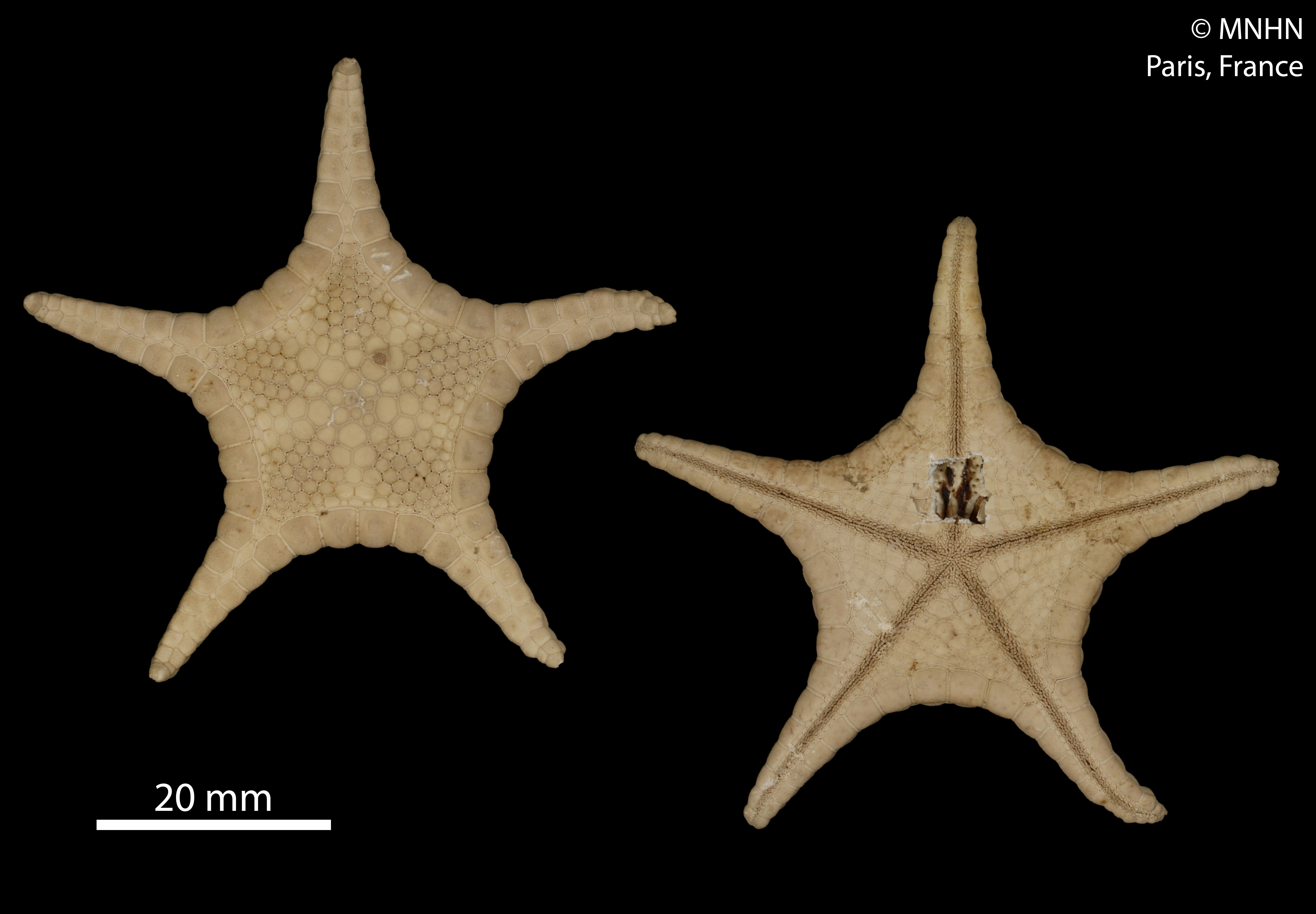
Iconaster uchelbeluuensis (séchée, MNHN).
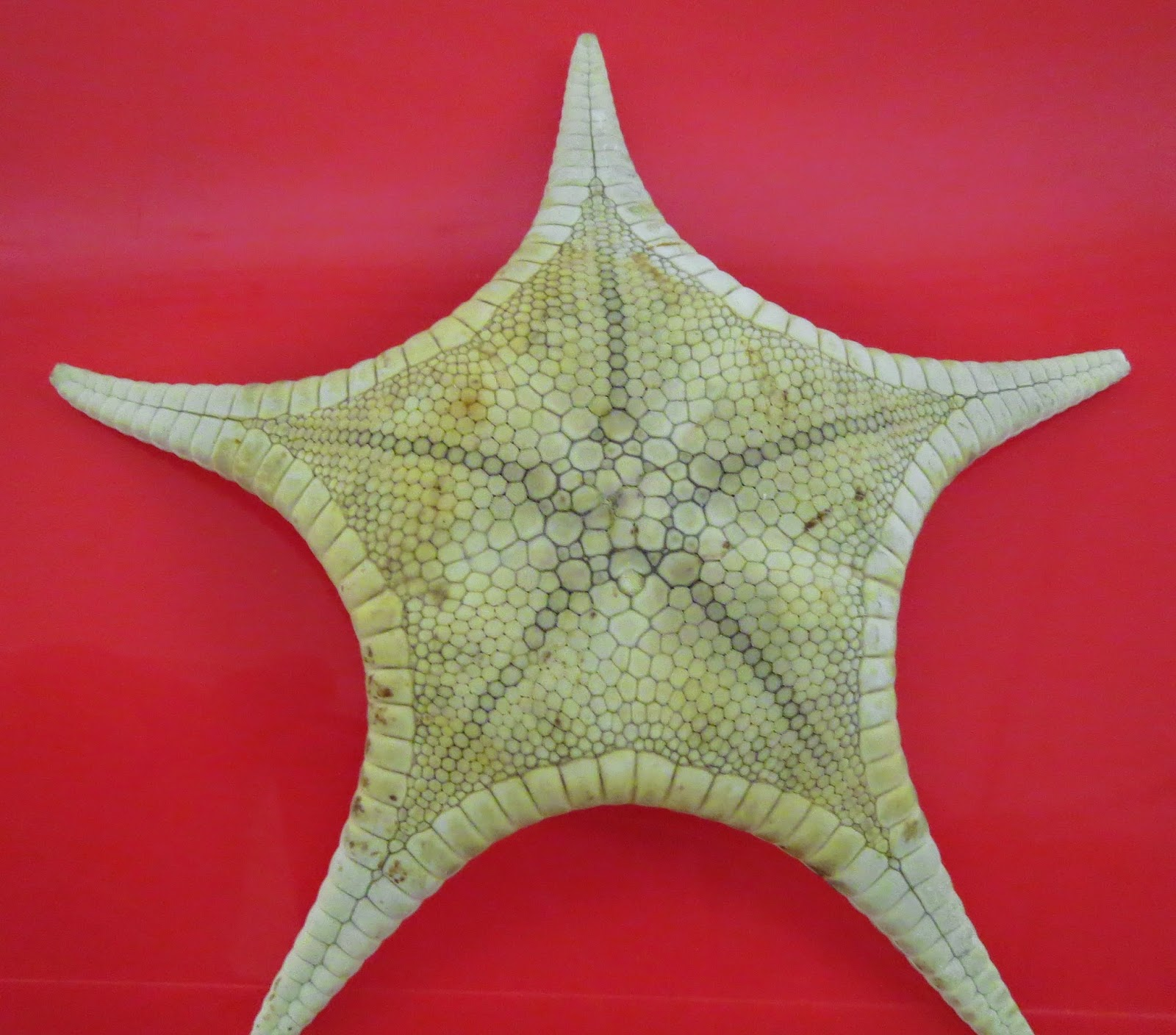
Iconaster vanuatuensis (séchée).